# Franziskanerknoten
Der Franziskanerknoten ist ein dreifacher Überhandknoten, der als dekorativer Stopperknoten zur Verdickung eines Seiles eingesetzt wird. Er wird auch als militärischer Zierknoten genutzt.

## Namen und Geschichte

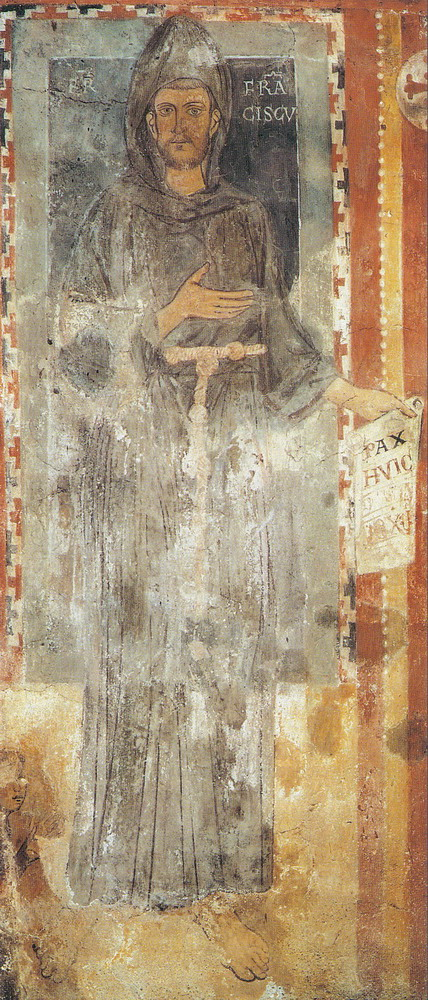
Das älteste, noch zu Lebzeiten entstandene Bild des Franz von Assisi, ein Wandgemälde im Sacro Speco in Subiaco.

Der Name Franziskanerknoten leitet sich von der Nutzung des Knotens durch mehrere kontemplative Orden ab: Die Angehörigen der franziskanischen Orden (gegründet 1220) binden ihren Habit mit einer Kordel (Zingulum), deren Ende mehrere dreifache Überhandknoten zieren.
Frühmittelalterliche Quellen für Freundschaftsknoten wurden von Gertrude Smola und Ulrike Zischka erforscht. Sie legen dar, dass südeuropäische religiöse und weltliche Ritterorden die Knoten als Symbol der Freundschaft in ihr Erscheinungsbild übernahmen. Daher erreicht uns der Knoten seit dem 13. Jahrhundert als eine neue symbolische Form. Ursprünglich stellten sie die feierlichen Schwüre der Mitglieder verschiedener religiöser Orden dar. Franziskus von Assisi (1181–1226) trägt auf einem Gemälde eines unbekannten Meisters von 1222 einen Dreifachknoten am Zingulum (Gürtel). Jeder dieser dreifachen Überhandknoten im Ende des herabhängenden Zingulums weist auf die Gelübde der Armut, der Keuschheit und des Gehorsams hin. Zu diesen drei Eiden des Franziskanischen Eid-Knotens fügten die „Klarissen“-Nonnen einen vierten Eid hinzu, den „Stabilitas loci“, der ihre Ortsgebundenheit symbolisiert.
Ein Zingulum mit zwei dreifachen Überhandknoten schmückten einige Türrahmen von Häusern in Assisi in der mittelitalienischen Provinz Umbrien, ihre Bewohner zeigten damit die Verbundenheit zum Franziskaner-Orden.

## Anwendung
Durch seine Symmetrie ist der Knoten sehr dekorativ.
- Die Franziskaner nutzen ihn am Zingulum der Mönchstracht.
- Er ähnelt sehr dem Wurfknoten und wird auch gelegentlich so benannt. Diese Bezeichnung ist aber nicht richtig, da er mit seinem geringen Gewicht dafür nicht geeignet ist.
- Beim Makramee oder Scoubidou ein Zierknoten z. B. am Schnurende.

## Knüpfen
Die einfache und schnelle Herstellung kommt z. B. auch im Zweistrang-Bändselknoten vor. Dabei werden drei Törns um die stehende Part herumgewickelt und zum Abschluss wird das Ende durch alle Törns (vom letzten bis zum ersten Törn) gesteckt und dichtgeholt. Das Ergebnis ist ein dreifacher Überhandknoten, der sich in die gewünschten Windungen legt.

## Verwechslungen
Das optisch ähnliche Aussehen zwischen Franziskanerknoten und Wurfknoten führt immer wieder zu Verwechslungen.
Beide Knoten werden aber mit verschiedenen Herstellungsweisen geknüpft. Hierbei ist die Reihenfolge der Wicklungen (wie im Bild nummeriert) zu beachten. Das Ergebnis ist in der unterschiedlichen Ausgangsrichtung der Enden zu erkennen.
A: Beim Wurfknoten (hier eine 5-fache Ausführung) steht das Seilende fast rechtwinklig ab
B: Beim richtig geknüpften Franziskanerknoten (Abbildung zeigt die Knotenvorderseite mit 5 statt 3 Wicklungen) ragt das Ende in gerader Linie aus den Wicklungen heraus.

Herstellung: Im unteren linken Bild und rechts nach der Version B
|  |  |

Franziskanergürtel
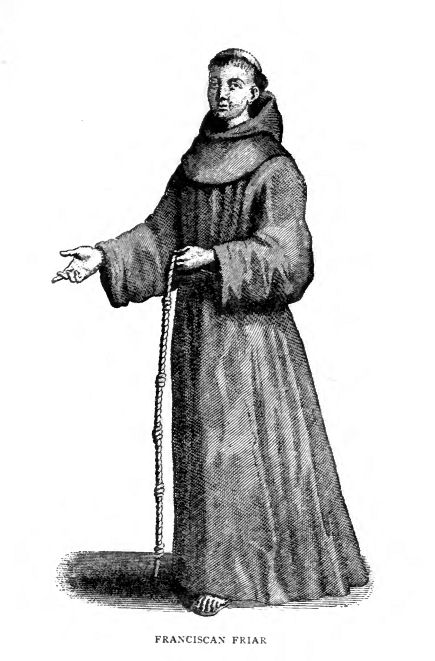
Der Heilige Franziskus mit seinem Gürtel der hier 5 Knoten zeigt
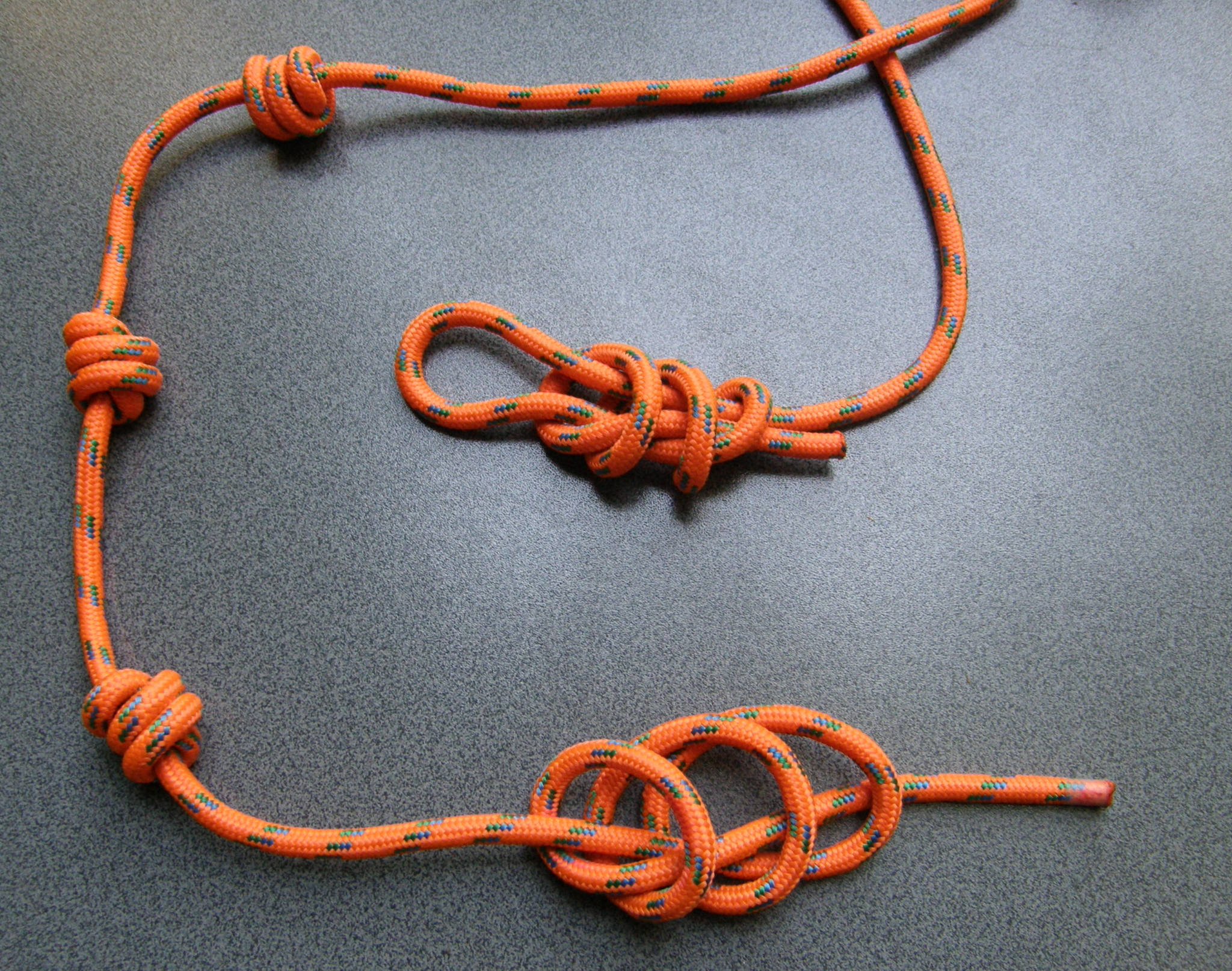
Franziskanerknoten als Gürtel und Zweistrang-Bändselknoten als Schlingenabschluss, alle sind 3-fache Überhandknoten
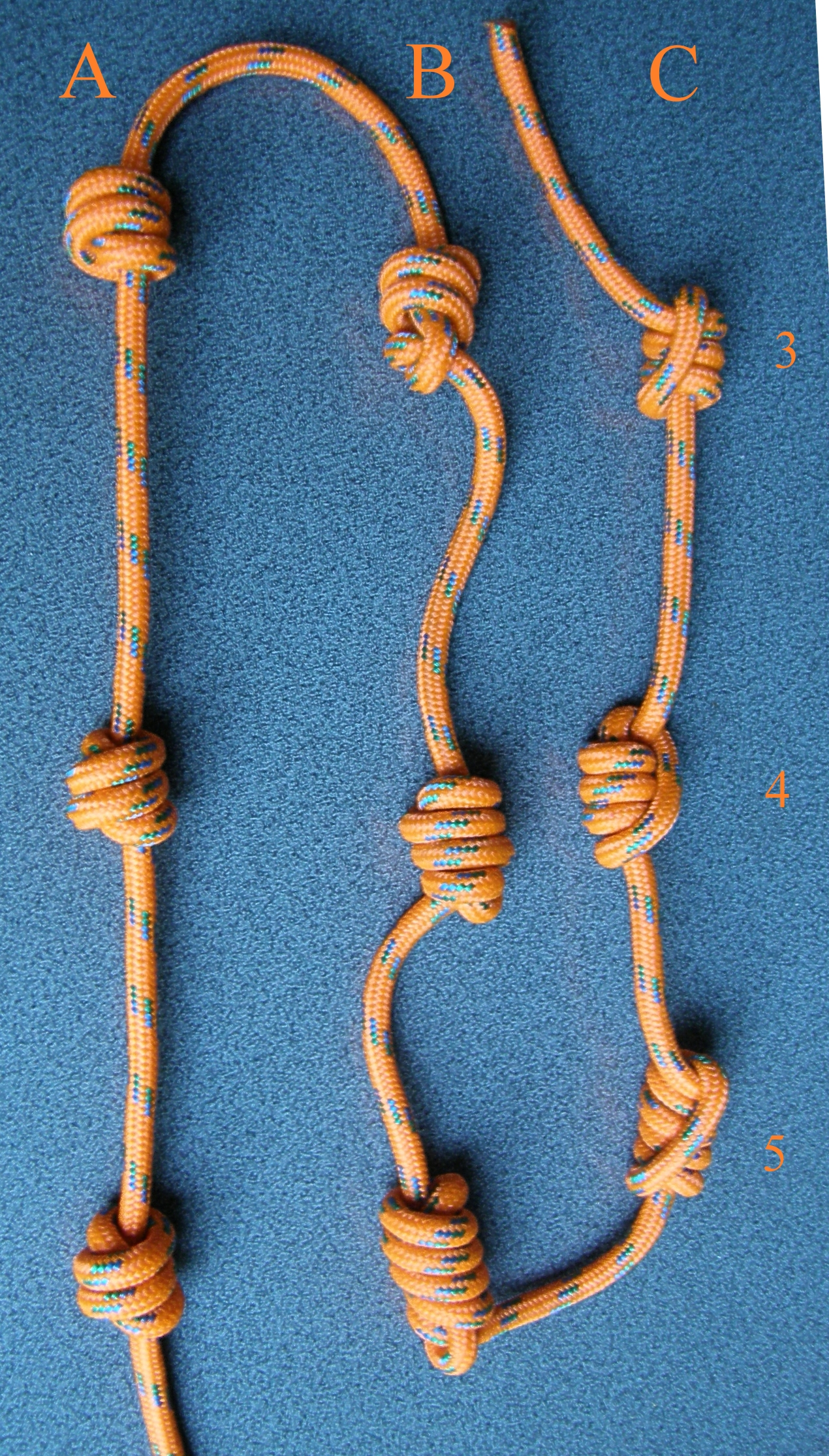
Drei unterschiedliche Techniken A = Franziskanerknoten B = Wurfknoten 3,4,5-er Törns C = Mehrfacher Überhandknoten (nach Quipu die Zahl 3,4,5)

## Alternativen
siehe unter: Mehrfacher Überhandknoten

## Abweichungen

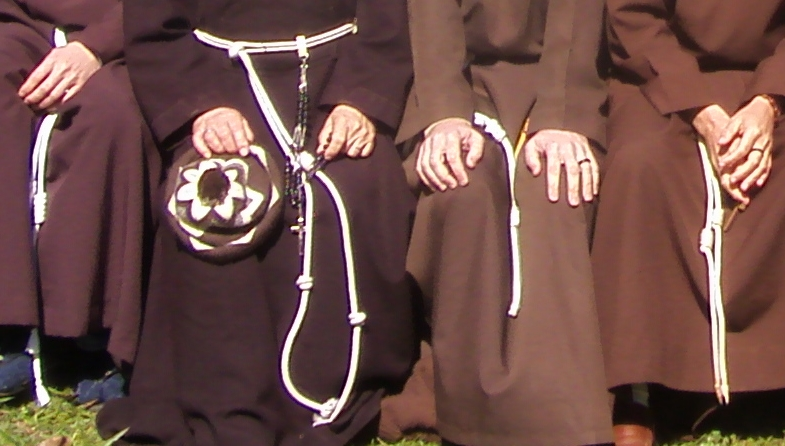
Anzahl und Ausführung verschiedener Franziskanerknoten

- Die Uneinigkeit bei der Anzahl und Ausführungen des Franziskanerknoten ist auf nebenstehendem Bild erkenntlich. (vlnr.) 5er, 2er- und 3er Wicklungen am Franziskanerknoten, danach am 4. Zingulum zwei „Wurfknoten“ mit 3er und 4er Wicklungen.
- Wird der Franziskanerknoten um einen Seil oder Stab herum geknüpft, entsteht ein dem Würgeknoten ähnlicher Bindeknoten, dem er nach ABoK #1240 entspricht.